# Castello di Hetzendorf
Il castello di Hetzendorf è un palazzo barocco situato a Meidling, nella periferia ovest di Vienna che fu usato dalla famiglia imperiale asburgica.

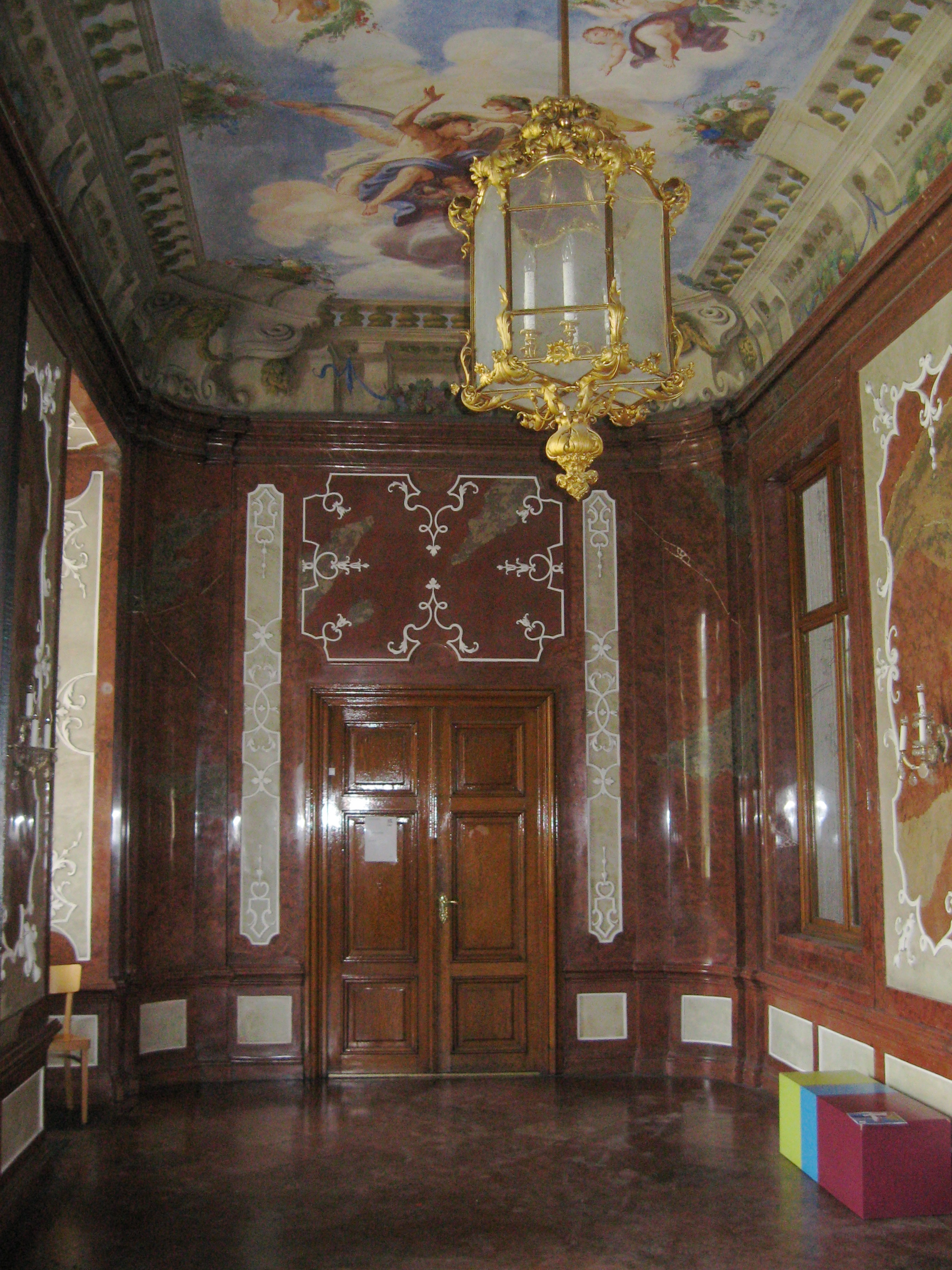
Sala terrena del Castello di Hetzendorf.

L'edificio era in origine un padiglione di caccia. Nel 1694 fu ricostruito dall'architetto Johann Lucas von Hildebrandt.
Nel 1742, il castello di Hetzendorf è stato acquisito dall'imperatrice Maria Teresa, che ha incaricato l'anno successivo, l'architetto Nicolò Pacassi di ampliare l'edificio, per renderlo la residenza vedovile della madre l'imperatrice Elisabetta Cristina. Diversi e ben noti artisti come Daniel Gran, Lorenzo Mattielli e Carlo Innocenzo Carloni, hanno creato capolavori artistici e architettonici come gli affreschi dei soffitti. Una delle caratteristiche principali del palazzo è la sala d'ingresso.
Il palazzo servì da residenza a vari membri della famiglia imperiale, fra i quali vanno evidenziati gli imperatori Giuseppe II, Francesco II e l'ultimo imperatore austriaco, Carlo I insieme con la moglie, Zita di Borbone-Parma.
Inoltre nel castello morirono nel 1801 Massimiliano d'Asburgo-Lorena, principe arcivescovo di Colonia e nel 1814 Maria Carolina d'Asburgo-Lorena, regina di Napoli.
La Repubblica d'Austria detiene il palazzo dal 1918. Nel ventunesimo secolo l'edificio ospita una scuola di moda, che di solito non è aperta al pubblico.
Dal 2005, durante il Festival du Jardin und die Gartentage, il parco (altrimenti non accessibile al pubblico) apre una volta all'anno per tutti gli amanti dei giardini.